# Ley de esclavos fugitivos de 1850

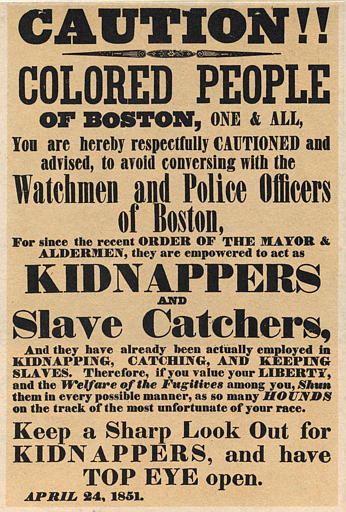
Cartel de 24 de abril de 1851 que advierte a la "gente de color" de Boston sobre los policías que actúan como cazadores de esclavos.

La Ley de esclavos fugitivos de 1850 (nombre original: Fugitive Slave Act of 1850 o Fugitive Slave Law) de Estados Unidos fue aprobada por el Congreso de este país el 18 de septiembre de 1850, como parte del denominado Compromiso de 1850, que trató de apaciguar el enfrentamiento político existente entre los Estados esclavistas del sur y los Estados libres del norte.
La Ley constituyó uno de los elementos más controvertidos del acuerdo de 1850. Esta nueva norma exigía que todos los esclavos fugados que fueran capturados debían ser devueltos a su esclavizadores y que las autoridades y ciudadanos de los estados libres tenían la obligación de cooperar en su detención. Los abolicionistas la apodaron "Ley del sabueso", por los perros que se utilizaban para localizar a los esclavos fugitivos.
La aprobación de esta ley contribuyó a la creciente polarización del Estados Unidos en torno a la cuestión de la esclavitud, y se considera una de las causas de la Guerra Civil. Puede decirse que es la pieza de legislación federal más odiada y abiertamente violada en la historia de la nación. 

## Antecedentes
En 1843, cientos de esclavos escapaban cada año con éxito hacia el Norte de Estados Unidos. Los dirigentes de los estados del Sur solían exagerar la cifra de personas huidas, culpando de las fugas a los abolicionistas, a quienes consideraban que interferían en sus derechos de propiedad. 
En 1793, se había aprobada una primera ley federal de esclavos fugitivos con la intención de reforzar el cumplimiento de lo que establecía el artículo 4, sección 2, cláusula 3 de la Constitución de los Estados Unidos, que preveía la devolución de los esclavos fugados. La ley de 1793 pretendió obligar a las autoridades de los estados libres a devolver los esclavos fugitivos a sus amos.
Sin embargo, varios estados del Norte no habían muy taxativos en la aplicación, para ello, algunas jurisdicciones estatales aprobaron leyes de libertad personal, que exigían un juicio con jurado, antes de trasladar a los presuntos fugitivos; otras no cedían el uso de las cárceles locales para estos fines o negaban la colaboración de funcionarios estatales en la detención o devolución de los presuntos esclavos fugitivos. En otros casos, los jurados se negaron a condenar a personas que habían sido acusadas en virtud de la ley federal. El Tribunal Supremo de Estados Unidos, a su vez, dictaminó en 1842, en el caso Prigg contra Pensilvania, que los estados no tenían que ofrecer ayuda para la persucusión o captura de personas esclavizadas, lo que debilitó enormemente la ley de 1793.
A partir de 1840, la población negra del condado de Cass, en el estado de Míchigan, creció rápidamente, atraídos por el cuestionamiento de las leyes discriminatorias por parte de los habitantes blancos del condado, en gran medida cuáqueros, y también por el bajo precio de las tierras. Los negros libres fugados encontraron un refugio en el condado de Cass. Su suerte atrajo la atención de los esclavistas del Sur y en 1847 y 1849, plantadores de los condados de Bourbon y Boone, en  Kentucky, llevaron a cabo incursiones fracasadas en este condado para intentar capturar a personas que habían escapado de la esclavitud en el Sur. Esta situación contribuyó también a las demandas del Sur en 1850 para que se aprobara una ley que reforzara la captura de los esclavos fugitivos.

## La nueva Ley
En respuesta a la falta de eficacia de la Ley del esclavo fugitivo de 1793, el senador James M. Mason, de Virginia, redactó la nueva Ley de 1850, que penalizaba a los funcionarios que no arrestaran a alguien que supuestamente escapaba de la esclavitud, y les imponía una multa de 1.000 dólares (30.732 dólares en valor actual). Los funcionarios encargados de hacer cumplir la ley en todo el país estaban obligados a arrestar a las personas sospechosas de haber escapado de la esclavitud sólo con un testimonio jurado del "propietario". Se declaraba la improcedencia del habeas corpus, y el comisario, ante el que se llevaba al fugitivo para una audiencia, recibía una compensación de 10 dólares si determinaba que se había probado que el individuo era un fugitivo, y sólo 5 dólares si determinaba que la prueba era insuficiente.. No se permitía un jurado, y el presunto fugado no podía testificar. Cualquier persona que colaborara en la huida de un fugitivo proporcionándole comida o refugio estaba sujeta a una pena de seis meses de prisión y a una multa de 1.000 dólares. 
Los esclavistas sólo tenían que proporcionar una declaración jurada a un alguacil federal para capturar a un fugitivo de la esclavitud. 
Dadas las nulas garantías jurídicas y judiciales que se establecieron para los sospechosos de ser esclavos, la instauración de esta ley dio lugar a graves abusos de secuestros y sometimiento a esclavitud de personas negras libres.
La ley afectó negativamente a las perspectivas de fuga de la esclavitud, especialmente en los estados más cercanos al Norte. Un estudio realizado concluye que, si bien los precios de venta de las de los esclavos aumentaron en todo el Sur en los años posteriores a 1850, parece que la ley provocó un aumento de los precios en los estados fronterizos de entre un 15% y un 30% más que en los estados más al sur", lo que ilustra cómo la ley alteró las posibilidades de escapar con éxito.

### Declaración de nulidad
En 1855, la Corte Suprema de Wisconsin fue el primero y único tribunal superior de un estado que declaró inconstitucional la Ley del esclavo fugitivo, en el caso contra Joshua Glover y Sherman Booth. En 1859, el caso llegó a la Corte Suprema de los Estados Unidos (Ableman vs. Booth) que estableció que el Tribunal de Wisconsin no estaba facultado para anular una sentencia del tribunal federal ni para declarar inconstitucional la Ley de Esclavos Fugitivos y por tanto, confirmó la condena de Booth.
En noviembre de 1850, la asamblea legislativa del estado de Vermont aprobó la ley de Habeas Corpus, que obligaba a los funcionarios judiciales y policiales de este estado a prestar ayuda a los esclavos fugitivos que fueran capturados. También estableció un proceso judicial estatal, paralelo al proceso federal, para las personas acusadas de ser esclavos fugitivos. Esta ley hizo que la Ley Federal de Esclavos Fugitivos fuera inaplicable en Vermont y causó una controversia a nivel nacional. Se consideró que significaba una anulación de la ley federal, un concepto extendido en el Sur entre los estados que querían anular otros aspectos de la ley federal y fue uno de los elementos de los intensos debetes sobre la esclavitud que se producían. El destacado poeta y abolicionista, John Greenleaf Whittier hizo un llamamiento en favor de este tipo de leyes y la controversia creada acentuó las reacciones favorables a la esclavitud y contra la disposición aprobada en Vermont. El gobernador de Virginia, John B. Floyd, advirtió que la no aplicación de la ley podría empujar al Sur hacia la secesión, y el presidente Millard Fillmore amenazó con utilizar el ejército para hacer cumplir la Ley de Esclavos Fugitivos en el estado de Vermont.
La nulificación juratorial o anulación por jurado comenzó cuando diversos jurados locales del Norte empezaron a absolver a acusados de violar la ley. El Secretario de Estado Daniel Webster, firme defensor de la ley, tal y como expresó en su discurso del "Séptimo de Marzo", quería condenas de peso político. Las anulaciones por jurado arruinaron sus aspiraciones presidenciales y también sus últimos esfuerzos por encontrar un compromiso entre el Norte y el Sur. Webster dirigió el proceso contra los acusados de rescatar a Shadrach Minkins en 1851 de los funcionarios de Boston que pretendían devolverlo a la esclavitud; el jurado no condenó a ninguno. Webster trató de hacer cumplir una ley que era extremadamente impopular en el Norte, y su Partido Whig volvió a descartarlo en la elección para candidato presidencial en 1852.

## Final
En las primeras etapas de la Guerra de Secesión, la Unión no tenía una política establecida sobre las personas que escapaban de la esclavitud. Muchas esclavos abandonaron las plantaciones donde vivían en dirección a las líneas de la Unión, pero en los primeras momentos, los fugitivos eran a menudo devueltos por las fuerzas de la Unión a sus "propietarios". Sin embargo, el general Benjamin Butler y algunos otros mandos de la Unión se negaron a capturar a los fugitivos en virtud de la ley porque la Unión y la Confederación estaban en guerra y confiscó a los huidos, considerándolo contrabando de guerra, y procedió a su liberación, con la justificación de que la pérdida de mano de obra también perjudicaría a la Confederación. Lincoln dejó hacer a Butler, pero revocó directivas más amplias dictadas por otros comandantes de la Unión que liberaban a todas los esclavos en los lugares que estaban bajo su control.
En agosto de 1861, el Congreso de Estados Unidos promulgó la Ley de confiscación, que prohibía a los esclavistas volver a esclavizar a los fugitivos capturados. La disposición, promovida por Lyman Trumbull, fue aprobada por votación casi unánime y establecía la emancipación militar como política oficial de la Unión, aunque sólo se aplicaba a las esclavos destinados por los esclavistas rebeldes a sostener la causa confederada. Hasta 1862, las fuerzas del ejército de la Unión devolvieron en algunas ocasiones los fugitivos a los esclavistas. En ese año, el Congreso aprobó otra ley que prohibía a las fuerzas de la Unión devolver a nadie a la esclavitud. 
Aunque la política de la Unión de confiscación y de emancipación militar había impedido en la práctica la aplicación de la Ley de esclavos fugitivos,  esta no se derogó formalmente hasta junio de 1864, El New York Tribune anunciaba la derogación, con el siguiente comentario:  "La mancha roja de sangre que ha manchado el libro de las leyes de la República ha sido eliminada para siempre".